# Defiance, Ohio
Defiance là một thành phố thuộc quận Defiance, tiểu bang Ohio, Hoa Kỳ. Năm 2010, dân số của thành phố này là 16494 người.

## Dân số
- Dân số năm 2000: 16465 người.
- Dân số năm 2010: 16494 người.